# 周迪平
周迪平（?—?）山东金乡人。汪精卫政权建设总署署长、天津特别市市长。

## 生平
抗日战争爆发后，周迪平自香港归来，于1940年2月任汪精卫政权建设总署副署长，不久升任署长。1943年11月，他调任北京棉产改进会理事长。1945年3月，他调任天津特别市市长，任至日本投降。
日本二战投降后，他被国民政府逮捕。1946年5月10日，周迪平案受到河北高等法院第一分院检察官提起公诉，河北高等法院第一分院于1946年8月8日以「特字第一六二号」作出判决称，“周迪平通谋敌国，图谋反抗本国，处有期徒刑十二年，褫夺公权十年，其所有财产，除酌留家属必需之生活费外没收。”周迪平未提出异议，同年9月4日被送监执行。